# Chrysobothris paragrindeliae
Chrysobothris paragrindeliae är en skalbaggsart som beskrevs av Knull 1943. Chrysobothris paragrindeliae ingår i släktet Chrysobothris och familjen praktbaggar. Inga underarter finns listade i Catalogue of Life.